# Matteo Waem
Matteo Waem ( Borgerhout, 21 juni 2000) is een Belgisch voetballer met een dubbele nationaliteit ( Belgische/Italiaanse) die als verdediger voor ADO Den Haag speelt.

## Carrière
Matteo Waem speelde in de jeugd van FC Seja, Royal Antwerp FC, KVC Westerlo en weer Antwerp. Bij deze club speelde hij in het seizoen 2019/20 in de reserves, waarna hij transfervrij naar MVV Maastricht vertrok. Hier tekende hij een amateurcontract voor een jaar. Hij debuteerde voor MVV op 5 september 2020, in de met 1-7 verloren thuiswedstrijd tegen SC Cambuur. Hij kwam in de 84e minuut in het veld voor Koen Kostons. Waem tekende een contract tot 2023 bij MVV. hij groeide uit tot basisspeler. en werd in het seizoen 2022/23 aanvoerder van MVV. en bereikte dat seizoen de Play-offs voor promotie naar de Eredivisie.
In juli 2023 verruilde Waem MVV Maastricht voor ADO Den Haag en tekende voor drie seizoenen in de hofstad.

### Statistieken
| Seizoen                       | Club           | Land           | Competitie     | Competitie | Competitie | Beker | Beker | Totaal | Totaal |
| Seizoen                       | Club           | Land           | Competitie     | Wed.       | Dlp.       | Wed.  | Dlp.  | Wed.   | Dlp.   |
| ----------------------------- | -------------- | -------------- | -------------- | ---------- | ---------- | ----- | ----- | ------ | ------ |
| 2020/21                       | MVV Maastricht | Nederland      | Eerste divisie | 19         | 0          | 0     | 0     | 19     | 0      |
| 2021/22                       | MVV Maastricht | Nederland      | Eerste divisie | 34         | 0          | 2     | 0     | 36     | 0      |
| 2022/23                       | MVV Maastricht | Nederland      | Eerste divisie | 34         | 1          | 1     | 0     | 35     | 1      |
| 2023/24                       | ADO Den Haag   | Nederland      | Eerste divisie | 35         | 3          | 1     | 0     | 36     | 3      |
| 2024/25                       | ADO Den Haag   | Nederland      | Eerste divisie | 18         | 2          | 1     | 0     | 19     | 2      |
| Carrièretotaal                | Carrièretotaal | Carrièretotaal | Carrièretotaal | 140        | 6          | 5     | 0     | 145    | 6      |
| Bijgewerkt op 29 januari 2025 |                |                |                |            |            |       |       |        |        |